# Miedziankit
Miedziankit – materiał wybuchowy kruszący, mieszanina chloranu potasu i nafty w stosunku wagowym 9:1. Jego prędkość detonacji wynosi ok. 3300 m/s przy gęstości ~1,3 g/cm3, temperatura detonacji 3800 °C, objętość gazów 340 l/kg, a ciśnienie detonacji 33 000 kG/cm².  Materiał ten został wynaleziony przez Stanisława Łaszczyńskiego. Nie ma ściśle określonych, stałych własności fizycznych. Pierwotnie był stosowany w górnictwie rud miedzi, skąd pochodzi jego nazwa. 
Jest to tani, łatwy do wyprodukowania materiał wybuchowy. Otrzymuje się go przez wymieszanie odpowiednich ilości podanych wyżej składników i odczekania, aż nafta wniknie w chloran. W warunkach amatorskich jest bardzo często wykorzystywany do pobudzania w detonatorach trudno detonujących materiałów wybuchowych kruszących jak choćby ANFO.
Do miedziankitu podobny składem i właściwościami jest szedyt.